# ورغل
ورغل هي قرية في مقاطعة سردشت، إيران. عدد سكان هذه القرية هو 423 في سنة 2006.